# Velimir Stjepanović
Velimir Stjepanović (* 7. August 1993 in Abu Dhabi) ist ein serbischer Freistil- und Delphinschwimmer. Er wurde 2014 Europameister über 200 und 400 Meter Freistil.

## Karriere
Seinen vielleicht größten Erfolg erzielte Stjepanović 2014 bei den Kurzbahnweltmeisterschaften in Doha. In 3:38,17 Minuten wurde er nur von dem Ungarn Péter Bernek (3:34,32 (CR)) und dem Briten James Guy (3:36,35) geschlagen. Über 200 m sprang der sechste Platz heraus.
Im selben Jahr wurde er bei den Schwimmeuropameisterschaften 2014 in Berlin Doppeleuropameister: Über 200 m ließ er in 1:45,78 Paul Biedermann (1:45,80) und Yannick Agnel (1:46,65) hinter sich. Über 400 m landete er in 3:45,66 vor dem Italiener Andrea Mitchell D’Arrigo (3:46,91) und dem Briten Jay Lelliott (3:47,50).
Bei den Kurzbahneuropameisterschaften 2013 im dänischen Herning gab es Gold über 200 m Delphin in 1:51,27 vor dem Polen Paweł Korzeniowski (1:51,36) und dem Russen Nikolai Skworzow (1:51,62). Über 400 m Freistil langte es in 3:40,91 zu Bronze hinter Nikita Lobinzew (3:39,47) und Andrea Mitchell D’Arrigo (3:40,54).
Bei den Mittelmeerspielen 2013 im türkischen Mersin schließlich gab es dreimal Gold über 200 m Delphin sowie über 200 und 400 m Freistil. 2018 bei den Mittelmeerspielen in Tarragona gewann er erneut drei Goldmedaillen sowie zwei Silbermedaillen.
Noch am Anfang seiner Karriere im Herrenbereich lag Olympia 2012 in London. Hier belegte er im 200-m-Delphin-Rennen den sechsten Platz in 1:55,07; es siegte Chad le Clos (1:52,96) vor Michael Phelps (1:53,01). Bei den Olympischen Spielen 2016, 2020 und 2024 erreichte Stjepanović kein A-Finale.